# Strand (Sortland)
Strand este o localitate din comuna Sortland, provincia Nordland, Norvegia, cu o suprafață de 0,42 km² și o populație de 629 locuitori (2013).